# Longvillers (Calvados)
Longvillers – miejscowość i gmina we Francji, w regionie Normandia, w departamencie Calvados.
Według danych na rok 1990 gminę zamieszkiwało 288 osób, a gęstość zaludnienia wynosiła 43 osoby/km² (wśród 1815 gmin Dolnej Normandii Longvillers plasuje się na 606. miejscu pod względem liczby ludności, natomiast pod względem powierzchni na miejscu 741.).